# Dmitrij Alekszandrovics Romanov orosz herceg
Dmitrij Alekszandrovics orosz herceg (oroszul: Князь Дмитрий Александрович Романов; Gatcsina, 1901. augusztus 2./15. – London, 1980. július 7.) orosz herceg, franciaországi és angliai orosz emigráns, 1979–1980 között a Romanov Családi Társaság elnöke.

## Élete
Dmitrij Alekszandrovics herceg 1901 augusztusában jött világra Alekszandr Mihajlovics nagyherceg és Kszenyija Alekszandrovna nagyhercegnő ötödik gyermekeként, egyben negyedik fiaként. Szülei között távoli unokatestvéri kapcsolat állt fenn, mindkettejüknek közös őse volt I. Miklós cár. Noha Dmitrij Alekszandrovics édesanyja III. Sándor cár leánya volt, a nagyhercegnő gyermekei kivétel nélkül csupán hercegi címet viseltek, mivel apai ágról a nagyapjuk nem volt cár.
A herceg és testvérei gyermekként sok időt töltöttek Franciaországban és a család kedvelt krími palotájában. Szülei hamar zátonyra futott házassága ellenére boldog gyermekkorban volt részük; az év nagy részében Alekszandr Mihajlovics a kormányt kritizáló nézetei miatt a szülőföldjüktől távol, a francia Biarritzban éltek.
Az első világháború, majd az azt követő forradalom alatt Dmitrij herceg szüleivel a Krímre menekült. A bolsevikok hatalomra jutását követően a cári család tagjait üldözték, legtöbbjüket letartóztatták és kivégezték. Azok a családtagok, akik biztonságot kerestek, a Krímbe szöktek Marija Fjodorovna anyacárnéhoz. 1919 legelején Dmitrij Alekszandrovics és testvérei az anyacárné brit rokonai által küldött HMS Marlborough hadihajó fedélzetén hagyták el Oroszországot. A família jelentős része francia földön talált menedékre; Dmitrij Alekszandrovics is rokonaival maradt.
1931. október 25-én Párizsban feleségül vette Marija Szergejevna Golenyiscseva-Kutuzova grófnőt (1912–1969), egy orosz arisztokrata leányt, akinek ősei rokonságban álltak a napóleoni háborúk nagy orosz hősével, Mihail Illarionovics Kutuzovval. Marija Szergejevna grófnő még házasságkötésük évében a „Romanovszkaja-Kutuzova hercegné” rangot kapta a magát címzetes orosz cárnak tekintő Kirill Vlagyimirovics nagyhercegtől. A házasságból egyetlen gyermek származott:
- Nagyezsda Dmitrijevna Romanova hercegnő (1933. július 4. – 2002. szeptember 17.), kétszer házasodott.

Dmitrij Alekszandrovics herceg és Marija Szergejevna hercegné kapcsolata megromlott, a házasság 1947-ben válással végződött. A grófnő még annak az évnek a végén feleségül ment Otto de Neufville francia arisztokratához. Dmitrij herceg elhagyta Franciaországot, hogy az Egyesült Királyságba települjön át. 1954. október 20-án Londonban a herceg másodszor is megnősült, választottja a polgári sorból származó Sheila Margaret MacKellar Chisolm (1898–1969) volt. Sheila Margaret azelőtt már kétszer férjnél volt, mindkét hitvese az angol arisztokrácia felső köreibe tartozott. Első férjétől, Lord Loughborough-tól két fia született; míg Dmitrij Alekszandroviccsal kötött frigyéből nem származott gyermek. Sheila Margaret Dmitrij Alekszandrovics herceg feleségeként 1954-ben a „Romanovszkaja hercegné” rangra emelkedett Kirill Vlagyimirovics nagyherceg fia, Vlagyimir Kirillovics nagyherceg jóvoltából.
1979-ben a Romanov-ház férfi tagjait és az elhalálozott hercegek özvegyeit, gyermekeit magába tömörítő Romanov Családi Társaság (Romanov Family Association; Объединение Членов Рода Романовых) megalapítását követően az első gyűlésen Dmitrij Alekszandrovics herceget választották a szervezet első elnökévé. E posztját halála napjáig betöltötte; akkor öccse, Vaszilij Alekszandrovics herceg követte őt az elnöki székben.
Dmitrij Alekszandrovics herceg hetvennyolc évesen, 1980. július 7-én a brit fővárosban halt meg. Egyetlen leánya, Nagyezsda Dmitrijevna hercegnő 1952-ben feleségül ment Anthony Bryan Allenhez, akitől három gyermeke született. A házasság 1976-ban válással végződött; ezután Nagyezsda hercegnő William Hall Clark felesége lett, akitől nem származott utódja.

## Külső hivatkozások
- Életrajzi adatok[halott link]
- Életrajzi adatok
- Képek, érdekességek Archiválva 2009. március 2-i dátummal a Wayback Machine-ben (angolul)